# THE II AGE
『THE II AGE』（英語讀音: THE SECOND AGE）是THE SECOND from EXILE的首張專輯。

## 概要
從出道開始起約一年零三個月的首張專輯。
CD+Blu-ray、CD+DVD及CD ONLY 合共3種形態發售。全3種的封面用的照片也各有不同。
CD內包括有出道單曲「THINK 'BOUT IT!」及第2張單曲「SURVIVORS feat. DJ MAKIDAI from EXILE/榮耀」內的歌曲共8首歌及專輯的主打歌曲「HEAD BANGIN'」、還分別有NESMITH及SHOKICHI各自作詞的個人歌曲包括在內的新曲6首，合共14首歌曲。而SHOKICHI的個人所唱歌曲「Signal Fire feat.SWAY」側是有同事務所所屬的劇團EXILE中的野替愁平(即SWAY)参與。
Blu-ray及DVD收錄了單曲「THINK 'BOUT IT!」及「SURVIVOR feat.DJ MAKIDAI from EXILE」還有主打歌曲「HEAD BANGIN'」的MUSIC VIDEO及其Document影像。

## 公信榜成績
2014年2月17日的ORICON專輯週榜約以5.1萬銷量初次登上首位。是自THE SECOND from EXILE出道以來首次獲得公信榜首位。

## 收錄曲

### CD
1. BEGINNING OF THE SECOND AGE
  - 作詞：SHOKICHI / 作曲：SKY BEATZ, SHIKATA, Chris Hope
2. HEAD BANGIN'
  - 作詞：TAKANORI / 作曲：T.Kura, TAKANORI / 編曲：T.Kura

日本電視台「スッキリ!!」2014年1月份片尾曲
3. THINK 'BOUT IT!
  - 作詞：michico / 作曲：T.Kura, michico / 編曲：T.Kura

出道單曲A面曲。
東宝電影「惡之教典」主題曲
BeeTV劇集「惡之教典－序章－」主題曲
4. CLAP YOUR HANDS
  - 作詞：DOBERMAN INC, TAKANORI / 作曲：T.Kura, DOBERMAN INC, LL BROTHERS / 編曲：T.Kura

出道單曲收錄的歌曲。
ANGFA「Scalp-D」廣告歌
5. Lost In Time
  - 作詞：SHOKICHI / 作曲：SKY BEATZ, FAST LANE, Erik Lidbom

第二張單曲收錄的歌曲。
第一興商「SmartDAM」廣告歌
6. Missing You
  - 作詞：SHOKICHI / 作曲：SKY BEATZ, FAST LANE, SHOKICHI
7. CHAOS
  - 作詞：SHOKICHI / 作曲：SKY BEATZ, FAST LANE, MATS LIE SKARE, SHOKICHI

出道單曲收錄的歌曲。
8. ROCK STAR
  - 作詞：SHOKICHI / 作曲：Thomas Stengaard, Peter Stengaard, Jeffey David, Bjõrn Olovsson

出道單曲收錄的歌曲。
adidas「adidasenergy 13」廣告歌
9. 榮耀
  - 作詞：michico / 作曲：T.Kura, michico

第二張單曲A面歌曲。
日本電視台劇集「Frenemy街頭正義」主題歌
10. Dear…
  - 作詞：NESMITH / 作曲：FAST LANE, Mats Lie Skare

NESMITH的個人曲。
11. BACK TO THE 90's BASS
  - 編曲：DJ KIRA
12. Signal Fire feat. SWAY
  - 作詞：SHOKICHI, SWAY / 作曲：SKY BEATZ, JEFF MIYAHARA

SHOKICHI的個人曲。劇團EXILE中的野替愁平(即SWAY)参加合作。
電影『逃亡大計』日本版TVCM 印象歌
13. BUMP UP
  - 作詞：SHOKICHI, P-CHO, GS, KUBO-C, Tomogen / 作曲：BACHLOGIC, FAST LANE

第二張單曲收錄的歌曲。。
ANGFA「Scalp-D」廣告歌
14. SURVIVORS feat. DJ MAKIDAI from EXILE
  - 作詞：SHOKICHI / 作曲：Katerina Bramley, Ninos Hanna, Alex

第二張單曲A面歌曲。。
讀賣電視台系「町医者ジャンボ!!」主題曲

### Blu-ray/DVD
[MUSIC VIDEO]
- THINK 'BOUT IT!
- SURVIVORS feat. DJ MAKIDAI from EXILE
- HEAD BANGIN'

[DOCUMENT]
- THINK 'BOUT IT!
- SURVIVORS feat. DJ MAKIDAI from EXILE
- HEAD BANGIN'

## 備註
1. ↑  . ORICON STYLE (オリコン). 2014-02-11  [2014-02-11]. （原始内容存档于2014-03-05）.